# Közönséges szarvasmarha
A közönséges szarvasmarha (Bos taurus taurus korábban Bos primigenius taurus) az emlősök (Mammalia) osztályának párosujjú patások (Artiodactyla) rendjébe, ezen belül a tülkösszarvúak (Bovidae) családjába tartozó szarvasmarha (Bos taurus) egyik alfaja. Még nevezik: európai szarvasmarhának vagy európai típusú szarvasmarhának - bár ezek a megnevezések nem egészen helyénvalók, hiszen a tenyésztése, kialakítása Kelet-Ázsiában is történt.

## Eredete és előfordulása
A közönséges szarvasmarha őse az őstulok (Bos primigenius) egyik alfaja, a Bos primigenius primigenius. A B. p. primigeniust Közép-Anatóliában Kr. e. 8500 körül és a Közel-Keleten, valamint Kelet-Ázsiában Kr. e. 6000 környékén elkezdték háziasítani. Korábban Európának, Szibériának és Kelet-Ázsiának volt a fő tehéntípusa, de miután az európaiak meghonosodtak az Amerikákban és Ausztráliában a közönséges szarvasmarha elterjedési területe nagymértékben megnőtt. Az újabb helyeken azonban hibridállományokat alkot a zebuval (Bos taurus indicus).
2009-ben feltérképezték az állat teljes genomját; ehhez Hereford marhát használtak fel; az eredményt a Bovine Genome Sequencing and Analysis Consortium című magazinban adták ki.

## Fordítás
- Ez a szócikk részben vagy egészben  a   Taurine cattle című angol Wikipédia-szócikk ezen változatának fordításán alapul.  Az eredeti cikk szerkesztőit annak laptörténete sorolja fel. Ez a jelzés csupán a megfogalmazás eredetét és a szerzői jogokat jelzi, nem szolgál a cikkben szereplő információk forrásmegjelöléseként.
- Ez a szócikk részben vagy egészben  a   Cattle című angol Wikipédia-szócikk ezen változatának fordításán alapul.  Az eredeti cikk szerkesztőit annak laptörténete sorolja fel. Ez a jelzés csupán a megfogalmazás eredetét és a szerzői jogokat jelzi, nem szolgál a cikkben szereplő információk forrásmegjelöléseként.